# Benguela-Velha

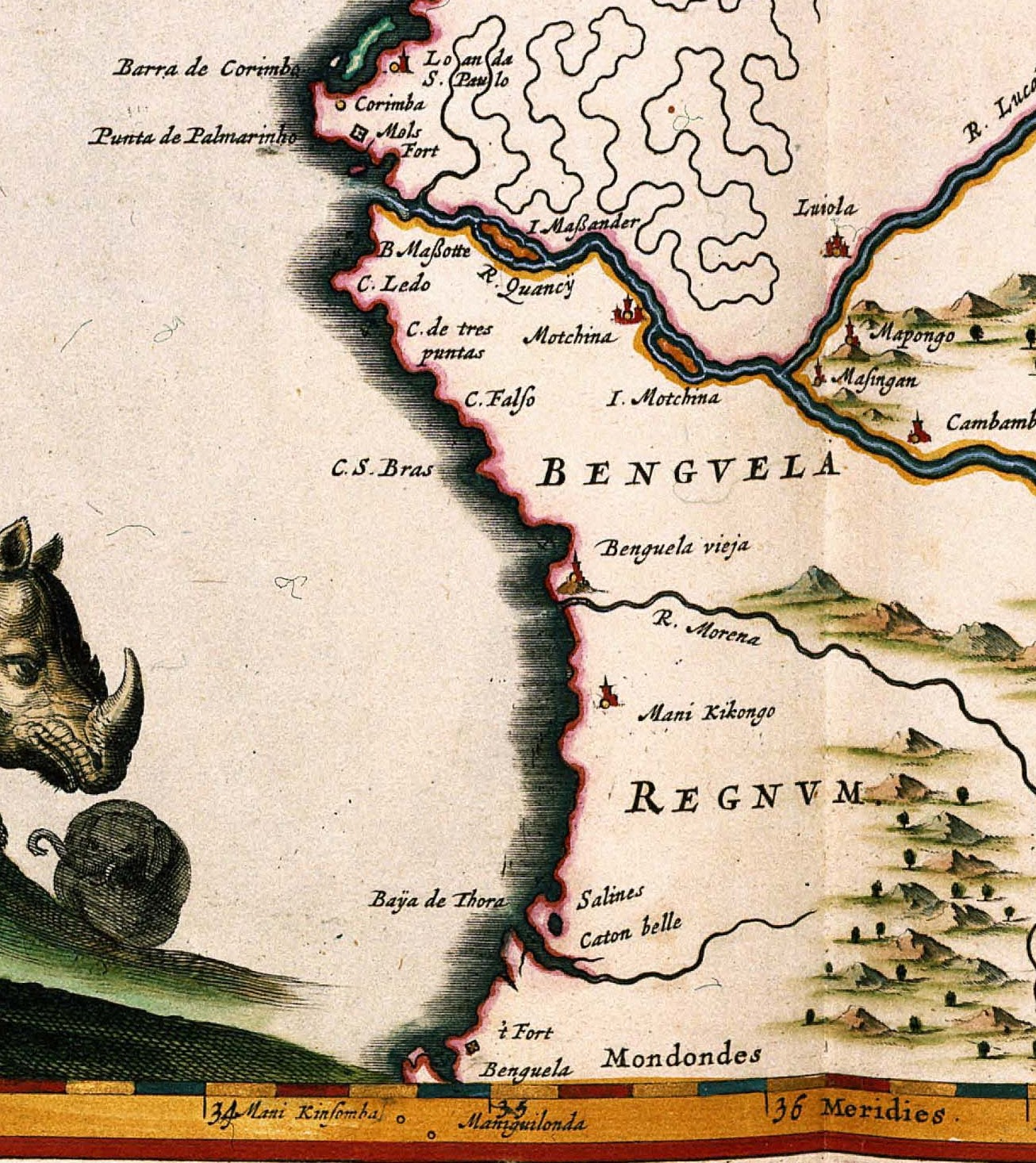
Détail de l' Atlas Van der Hagen de 1662, montrant l'emplacement de Benguela-Velha dans le royaume de Benguela.

Benguela-a-Velha ou Benguela-Velha est une ancienne colonie portugaise et un port de l'Angola, située près de l'actuel Port Amboim. 

## Les origines
Le navigateur Diogo Cão fut probablement le premier Portugais à visiter la région située entre Benguela-Velha et Benguela en 1483. Explorant l'embouchure de la rivière Catumbela et une baie au sud, probablement Benguela ou Farta, il l'appelle Santa Maria. Cependant, les explorateurs qui ont réussi à visiter cette région côtière ne reconnaissaient pas nécessairement les lieux visités par leurs prédécesseurs, leur attribuant de nouveaux noms et rendant difficile l'identification des lieux mentionnés dans les documents historiques. 
Le nom de Benguela Velha remonte à 1559, année où Paulo Dias de Novais, petit-fils du navigateur Bartolomeu Dias, fut choisi par la reine Cathérine de Castille pour occuper le royaume de l'Angola et le royaume de Benguela  En 1574, lorsque le roi Henri Ier attribue à Dias de Novais la capitainerie de l'Angola, il s'attendait pleinement à de nouvelles expéditions dans la région. En tant que capitaine, il avait pleine juridiction sur les mines et les taxes locales, ainsi que sur les privilèges accordés au commerce et à toutes les ressources naturelles telles que les épices et le minerai.  
Dès son arrivée à Luanda, Dias de Novais envoie son neveu, Lopes Peixoto, à Benguela-Velha, afin de trouver des gisements d'or et d'argent, et de poursuivre les partenariats commerciaux noués par Henrique Pais. Bien que Peixoto n’ait pas trouvé les mines, sa mission s’est avérée fructueuse, car il a pu commercer "avec des païens en obtenant des vivres, des vaches, des légumes, des esclaves, des bagues et des bracelets en ivoire et en cuivre". Lopes Peixoto établit des relations commerciales et initie la construction d'une forteresse temporaire pour protéger les soixante-dix soldats sous son commandement, achevée en 1587. 
1578 marque le début de l'exploration de la région sud de l'Angola.

## Traité commercial
En 1586, grâce à un traité de coopération commerciale, le souverain identifié comme le roi de Benguela requiert "une amitié" et une allégeance au roi du Portugal, demande liée probablement à la concurrence en cours avec l'État de Ndongo, dans le nord du pays . Le père Diogo da Costa, qui a visité la région, décrit le roi de Benguela comme "un homme très compréhensif, contrôlant un royaume extrêmement riche en ressources minérales". Cependant, alors que le roi considérait les Portugais comme des partenaires commerciaux égaux, Lopes Peixoto considérait cette alliance putôt comme un assujettissement à la couronne portugaise. Cette compréhension différentiée des alliances politiques et commerciales a conduit à une série de conflits entre les forces africaines et portugaises au cours des siècles.  
Le roi de Benguela n'avait pas imaginé qu'en signant un traité avec les Portugais, il renonçait à sa souveraineté. Il avait accepté de permettre aux Portugais de s’installer le long de la côte et de construire une forteresse, où leurs biens personnels et commerciaux pourraient être protégés des attaques et des pillages. Cependant, le roi ne s'était pas soumis à la domination portugaise.  
Les relations initiales avaient été amicales, mais se sont rapidement détériorées. Quelques jours plus tard, des sujets du roi de Benguela ont attaqué des soldats portugais qui pêchaient et, contrôlaient leurs armes. Ils ont tué les soldats restants qui se trouvaient dans la forteresse, sauvant la vie à deux hommes ayant fui à Luanda. Au cours de l'attaque, Lopes Peixoto a été tué, ce qui a temporairement arrêté la fièvre colonisatrice au sud du fleuve  Kwanza. La Couronne portugaise, qui affrontait simultanément plusieurs conflits au Congo, cessa d'envoyer des troupes à Benguela-Velha jusqu'en 1617 et se concentra sur ses relations avec les élites politiques et économiques du Ndongo et du Congo. 
Domingos de Abreu de Brito visite la colonie angolaise en 1590-1591, soulignant l'importance du commerce avec Benguela-Velha. Dans son rapport, Abreu de Brito recommande à la Couronne portugaise de séparer les taxes perçues dans les ports de Benguela-Velha et de Luanda, afin de connaître la valeur et l'importance exactes de la traite négrière dans chacun de ces ports. Il a également conseillé au Portugal de nommer un gouverneur doté d'une autonomie en matière d'affaires angolaises et d'acquérir trois galères pour effectuer les échanges commerciaux entre Benguela-Velha et Luanda. 
Les informations faisant état de l'existence de mines d'or et d'ivoire ont amené la Couronne portugaise à envisager l'envoi de nouvelles expéditions afin de réoccuper le port. En 1611, Philippe II fait état de l'abondance de cuivre à Benguela-Velha. Selon le monarque, le cuivre pourrait être expédié au Brésil à bord de navires négriers sans frais supplémentaires. Dans le port de Benguela-Velha, les esclaves pourraient être achetés avec un profit plus important qu'en Angola, au profit de la Couronne. Il a également été signalé que la forte densité de population favorisait la capture d'esclaves et que d'autres débouchés pour l'ivoire pourraient être trouvés ailleurs. 
Ce lieu a été abandonné par les Portugais après l'assassinat de Lopes Peixoto. Mais il continuait à être habité par la population autochtone.

## Les Imbalaga
Un marin anglais du nom d'Andrew Battell, s'est rendu sur le site entre 1600 et 1601, signalant que la population qui y habitait s'appelait Endalanbondos, n'avait aucune forme de gouvernement et avait été profondément touchée par les razzia des hommes et du bétail par les Imbalagas.  
Les Imbalagas étaient toujours décrits comme "perfides et ceux qui traitaient avec eux devaient assurer leurs arrières en pensant à leur propre sécurité". Dans les rares références ou sources primaires dans lesquelles les Imbalagas sont mentionnés, ils sont généralement liés à Benguela-Velha et non à Benguela. 
En 1617, la colonie de Benguela fut reconstruite plus au sud, sur le site du Forte de São Filipe de Benguela (pt)(Fort Saint-Philippe de Benguela), de l'actuelle ville de Benguela . 
En 1771, les Portugais retournèrent dans le site initial, où se trouvait alors un village appelé Kissonde, où il conserva la ville de Benguela Velha, dont le nom changea en 1923 pour devenir Porto Amboim. 